# Siphanta striata
Siphanta striata är en insektsart som beskrevs av Fletcher 2002. Siphanta striata ingår i släktet Siphanta och familjen Flatidae. Inga underarter finns listade i Catalogue of Life.